# بارویاهات
بارویاهات (به لاتین: Baroiyarhat) یک تقسیمات کشوری در بنگلادش است که در میرشارای واقع شده‌است. بارایارهات ۲٫۱۲ کیلومتر مربع مساحت و ۱۱٬۳۲۷ نفر جمعیت دارد.